# Preben Isaksson
Preben Isaksson, född 22 januari 1943 i Köpenhamn, död 27 december 2008 i Greve, var en dansk tävlingscyklist.
Isaksson blev olympisk bronsmedaljör i förföljelse vid sommarspelen 1964 i Tokyo.